# Peter Parycek

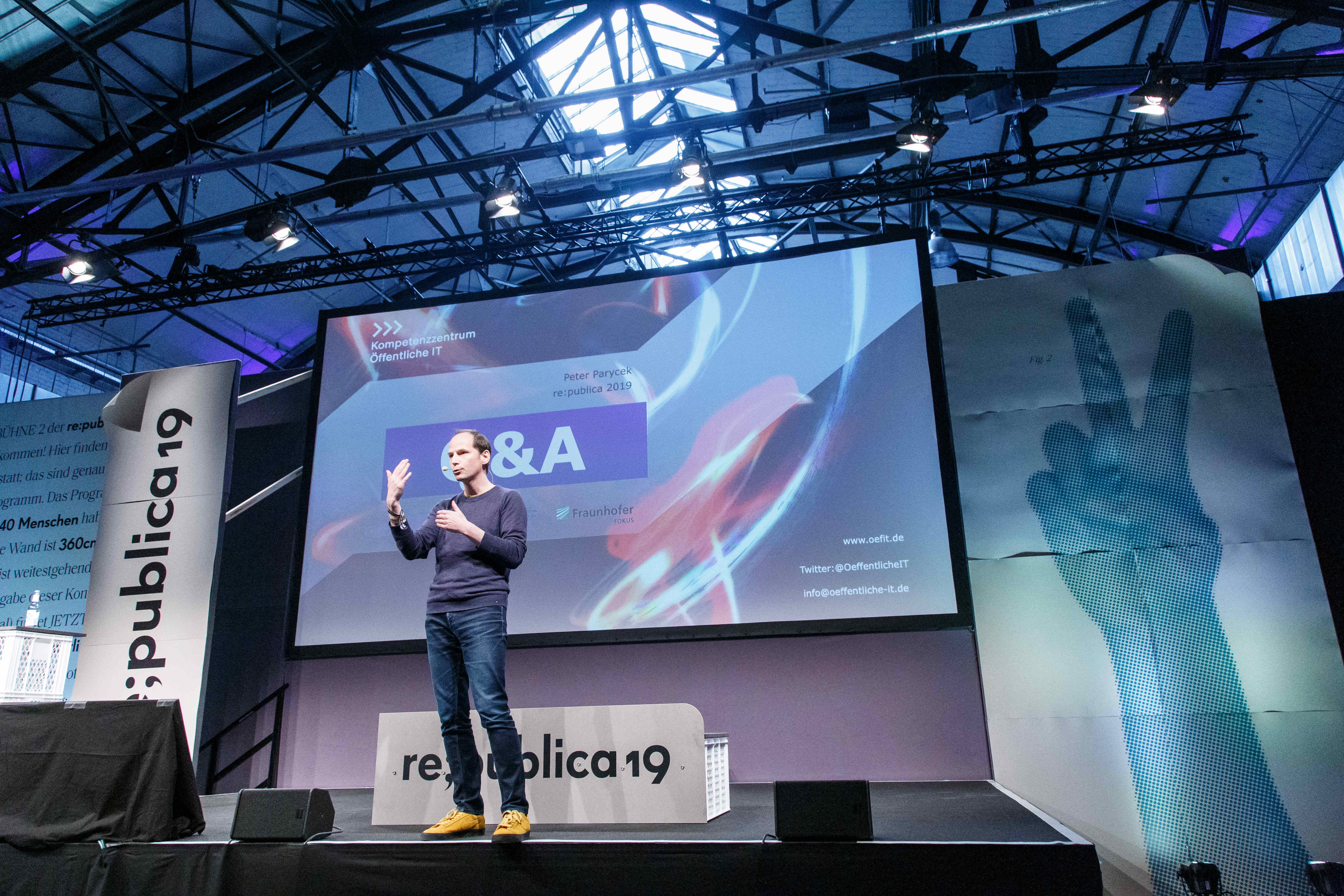
Peter Parycek (2019)

Peter Parycek (* 1972 in St. Pölten) ist ein österreichischer Verwaltungsinformatiker, Professor für Electronic Governance, Leiter des Kompetenzzentrums für öffentliche IT am Fraunhofer-Institut für Offene Kommunikationssysteme in Berlin, sowie Mitglied des Digitalrates der deutschen Bundesregierung.

## Leben
Parycek erwarb 1999 das Diplom in Rechtswissenschaft an der Universität Salzburg und 2001 den Master of Advanced Studies (Telematik-Management). Von 2001 bis 2005 war er wissenschaftlicher Mitarbeiter am Zentrum für Telematik der Donau-Universität Krems. Nach dem Doktorat der Rechtswissenschaften („E-Government & E-Democracy. Rechtliche Systemfindung & Auswirkungen der IKT auf die Staatsfunktionen“) in Salzburg 2005 bei Michaela Strasser und Friedrich Lachmayer ist er seit 2015 Universitätsprofessor für E-Governance an der Universität für Weiterbildung Krems und leitet das Department für E-Governance in Wirtschaft und Verwaltung.
Seit Juli 2017 leitet er das Kompetenzzentrum Öffentliche Verwaltung und IT (ÖFIT) am Fraunhofer-Institut FOKUS in Berlin. Er berät unter anderem Unternehmen, Regierungen und internationale Organisationen zu Fragen der Digitalisierung von Verwaltung, Wirtschaft und Gesellschaft, wie den Europarat, die UNDP oder die Landesverwaltung Liechtenstein und bringt den aktuellen Forschungsstand durch Publikationen, Vorträge, und Interviews in den digitalpolitischen Diskurs.
Im August 2018 wurde Parycek in den neu gegründeten 10-köpfigen Digitalrat der deutschen Bundesregierung berufen. In den deutschen Bundestag wurde er 2020 als Sachverständiger zur Stellungnahme zum Registermodernisierungsgesetz und 2022 zur Stellungnahme zu digitalen Identitäten geladen.
Von 2020 bis Februar 2021 war Parycek Chief Digital Officer (CDO) der Universität für Weiterbildung Krems. Von 2021 bis Februar 2025 war er Vizerektor für Lehre, wissenschaftliche Weiterbildung und digitale Transformation (Chief Digital Officer) an der Universität für Weiterbildung Krems.
Parycek ist in wissenschaftlichen und wirtschaftlichen Gremien beratend tätig, unter anderem seit 2018 als Mitglied des wissenschaftlichen Beirats der Österreichischen Forschungsgemeinschaft (ÖFG), seit 2021 als Aufsichtsratsmitglied des DigitalService des Bundes in Berlin, sowie seit 2022 Vorsitzender des Wissenschafts- und Innovationsbeirats zur Registermodernisierung im Bundesministerium des Innern und für Heimat in Deutschland.

## Schriften (Auswahl)
- P. Parycek, S. S. Hunt et al: Stellungnahme Digitale Identitäten. Deutscher Bundestag. 2022.
- M. Mayrhofer, P. Parycek: Digitalisierung des Rechts – Herausforderungen und Voraussetzungen. MANZ Verlag, Wien 2022, ISBN 978-3-214-14207-0.
- L. Zenk, N. Hynek, N. Edelmann, S. Vikar, P. Parycek, G. Steiner: Exploring motivation to engage in intraorganizational knowledge sharing: a mixed-methods approach. In: Kybernetes. Band 9, Juli 2021. ISSN 0368-492X.
- P. Parycek, V. Huber, S. S. Hunt, A. Novak, B. Thapa: Analyse der rechtlich-technischen Gesamtarchitektur des Entwurfs des Registermodernisierungsgesetzes. Deutscher Bundestag. 2020.
- R. W. Scholz, R. Czichos, P. Parycek, T. J. Lampoltshammer: Organizational vulnerability of digital threats: A first validation of an assessment method. In: European Journal of Operational Research. Band 282, Nr. 2, 2020, S. 627–643. ISSN 1872-6860.
- R. W. Scholz, M. Kley, P. Parycek: Digital infrastructure as a public good: A European Perspective. Kompetenzzentrum Öffentliche IT, Das Fraunhofer-Institut für Offene Kommunikationssysteme FOKUS, Berlin 2020.
- G. Viale-Pereira, E. Eibl, C. Stylianou, G. Martínez, H. Neophytou, P. Parycek: The Role of Smart Technologies to Support Citizen Engagement and Decision Making: The SmartGov Case. In: International Journal of Electronic Government Research. IGI Global, Volume 14, Nr. 4, 2018. doi:10.4018/IJEGR.2018100101. ISSN 1548-3886.
- G. Viale Pereira, P. Parycek, E. Falco, R. Kleinhans: Smart governance in the context of smart cities: A literature review. In: Information Polity. vol. 23, no. 2, 2018, S. 143–162. doi:10.3233/IP-170067. ISSN 1875-8754.